# Сплюшка чокоанська
Сплюшка чокоанська (Megascops centralis) — вид совоподібних птахів родини совових (Strigidae). Мешкає в Центральній і Південній Америці. Венесуельські і нагірні сплюшки раніше вважалися конспецифічними з чокоанськими сплюшками.

## Опис
Довжина птаха становить 20,5-27 см, вага 91-128 г. Забарвлення існує у двох морфах — сірій і рудій. також існують проміжні морфи. У представників сірої морфи верхня частина тіла сірувато-коричнева, поцяткована чорними і охристими смужками. Лицевий диск сірувато-коричневий з тонкими темними краями, поцяткований чорнуватими смужками. Над очима нечіткі бліді "брови", на голові короткі пір'яні "вуха". На краях крил є білі плями неправильної форми. Підборіддя біле, решта нижньої частини тіла білувата або охристо-біла, поцяткована вузькими чорними смужками та охристими і сірими плямками. Очі жовті або оранжеві. У представників рудої морфи верхня частина тіла рудувато-коричнева, менш плямиста, а нижня частина тіла має коричневий відтінок. 
Голос — швидка трель, висота якої на початку рівна, а потім падає. Чокоанські сплюшки мають лише один крик, на відміну від більшості американських сплюшок, у яких розрізняють основні крики (територіальні) і другорядні (які застосовуються для приваблення партнера).

## Поширення і екологія
Чокоанські сплюшки мешкають на сході Панами (на схід від Зони каналу), в Колумбії (на схід до долин Кауки і Магдалени) та на заході Еквадору. Вони живуть у вологих рівнинних і гірських тропічних лісах, на висоті до 1000 м над рівнем моря, на південному заході Еквадору місцями на висоті до 1575 м над рівнем моря. Живляться великими безхребетними і дрібними хребетними. Сезон розмноження триває з січня по березень. Гніздяться в дуплах дерев.